# Johannes Block
Johannes Block (17 de noviembre de 1894 - 26 de enero de 1945) fue un general alemán en la Wehrmacht durante la II Guerra Mundial que ocupó mandos a nivel de división y cuerpo. Fue condecorado con la Cruz de Caballero de la Cruz de Hierro con Hojas de Roble. Block murió en combate el 26 de enero de 1945 en las cercanías de Kielce, Polonia, durante la Ofensiva soviética del Vístula-Óder.

## Condecoraciones
- Cruz de Hierro (1914) 2.ª Clase (5 de julio de 1916) & 1.ª Clase (22 de agosto de 1918)[1]
- Broche de la Cruz de Hierro (1939) 2.ª Clase (8 de septiembre de 1939) & 1.ª Clase (10 de septiembre de 1939)[1]
- Cruz de Caballero de la Cruz de Hierro con Hojas de Roble
  - Cruz de Caballero el 22 de diciembre de 1941 como Oberst y comandante del 202.º Regimiento de Infantería[2]
  - Hojas de Roble el 22 de noviembre de 1943 como Generalleutnant y comandante de la 294.ª División de Infantería[3]